# 1202 Marina
1202 Marina (1931 RL) là một tiểu hành tinh nằm phía ngoài của vành đai chính được phát hiện ngày 13 tháng 9 năm 1931 bởi G. Neujmin ở Simeis.